# اثر اجماع کاذب
اثر اجماع کاذب عنوان یک نوع سوگیری شناختی در روان‌شناسی است. منظور از اثر اجماع کاذب اشاره به این ایدهٔ رایج ولی نادرست است که افراد فکر می‌کنند دیگران هم عقاید، نظرات و جهان‌بینی‌ای مشابه با آن‌ها دارند. این پدیده می‌تواند به آشفتگی، سوء برداشت، تصمیم‌گیری‌های ضعیف و ناکارآمدی منجر شود و عاملی نامطلوب برای کسب‌وکار‌ها محسوب می‌شود.
استاد دانشگاه استنفورد «لی راس» Lee Ross و همکارانش آزمایشی را در سال 1977 درباره اثر اجماع کاذب انجام دادند به این ترتیب که به طور تصادفی از دانشجویان خواستند تا لباسی تبلیغاتی را بپوشند که رو آن نوشته شده بود «در ساندویچی جو غذا بخورید» و با این لباس 30 دقیقه در محوطه دانشگاه قدم بزنند. دانشجویان مختار به پذیرش درخواست بودند. سپس از دانشجویان می‌پرسیدند که به نظر آنها آیا سایر دانشجویان نیز حاضر به پوشیدن لباس خواهند شد. 62 درصد آنهایی که خود لباس تبلیغاتی را پوشیده بودند باور داشتند که سایرین هم حاضر به پوشیدن لباس تبلیغاتی هستند. 67 درصد کسانی هم که قبول نکرده بودند لباس تبلیغاتی را بپوشند تصور می‌کردند سایرین هم این کار را نخواهند کرد. 